# Carmen de Rivera i Pla
Carmen de Rivera i Pla (Barcelona, 18 d'abril de 1956) és una advocada i política catalana, diputada al Parlament de Catalunya en la X i XI legislatures.

## Formació, docència i càrrecs
És llicenciada en Dret per la Universitat de Barcelona i advocada laboralista des de l'any 1982. Ha estat professora associada a l'Escola d'Empresarials de la Universitat de Barcelona, així com a l'Escola de Pràctica Jurídica de l'Il·lustre Col·legi d'Advocats de Barcelona (ICAB).
És membre de la Secció de Dret Laboral del ICAB, havent estat la seva presidenta des de l'any 1999 fins a l'any 2005. Vocal de la Comissió de Deontologia de l'ICAB des de 1997 a juny de 2007. El juny de 2007 va ser elegida diputada de la Junta de Govern del Col·legi d'Advocats de Barcelona, per un mandat de quatre anys.
Ha estat membre d'Amnistia Internacional des de la seva implantació a Espanya (1977), fins al 1979, així com Secretària Executiva de la "Fundació per al Progrés i la Democràcia", fundació nascuda després del fallit Cop d'estat del 23 de febrer.

## Carrera política
És militant, des del seu inici, de l'Associació Ciutadans de Catalunya, afiliant-se al partit Ciutadans-Partit de la Ciutadania després del seu congrés fundacional. En aquest moment va ser escollida per al Consell General, i en fou reelegida al II Congrés del partit, on va ser la consellera que més vots va obtenir.
Va entrar al Parlament de Catalunya el 16 de gener de 2009 en substitució d'Antonio Robles Almeida, que havia abandonat el partit per desavinences amb la direcció. Va ser portaveu adjunta del Grup Mixt.
A les eleccions al Parlament de Catalunya de 2010, Carmen de Rivera va ser confirmada com a diputada, formant part dels tres escons obtinguts per Ciutadans-Partit de la Ciutadania.
Malgrat ser relegada al sisè lloc dins de les llistes de Ciutadans-Partit de la Ciutadania, va tornar a ser escollida com a diputada a les eleccions al Parlament de Catalunya de 2012, en haver aconseguit nou escons el seu partit.
A les eleccions al Parlament de Catalunya de 2017 fou escollida diputada per Ciutadans, sent la llista més votada.